# Daikin
Daikin Industries, Ltd. ( ダイキン工業株式会社 Daikin Kogyo Kabushiki-gaisha) es una empresa japonesa de fabricación de aire acondicionado y aerotermia con sede en Osaka. Tiene operaciones en Japón, China, Australia, la India, el sudeste de Asia, Europa y América del Norte.
Daikin codesarrolló el refrigerante R-410A con Carrier y un innovador sistema split de aire acondicionado del mercado, y es el inventor del sistema de aire acondicinado de flujo refrigerante variable (variable refrigerant flow - VRF) (estos sistemas se llaman volumen de refrigerante variable o VRV de Daikin).

## Galería
|                                                                         |
| Sede principal de Daikin en el Umeda Center Building en Kita-ku, Osaka. |

|                                       |
| Akira Yamada, fundador de la empresa. |

|                                                             |
| Aire acondicionado Daikin en la estación de Tennōji, Osaka. |

|                                                             |
| DAI-EL fluoroelastomero termoplástico producido por Daikin. |

|                                             |
| Anuncio de Daikin en un tranvía, en Lisboa. |